# Syarhey Kislyak
Syarhey Kislyak   (Kamieniec, 6 d'agost de 1987) és un futbolista belarús de la dècada de 2010.
Fou internacional amb la selecció de Belarús.
Pel que fa a clubs, defensà els colors de Dinamo Minsk, Rubin Kazan, Gaziantepspor o Irtysh Pavlodar.